# Pântano do Sul
Pântano do Sul é um distrito e uma praia de Florianópolis, capital do estado brasileiro de Santa Catarina. O distrito foi criado pela Lei nº 1.042/66, de 12 de agosto de 1966, tendo sido instalado em 10 de dezembro de 1967. A sede do distrito é a localidade do Pântano do Sul.
Situa-se no extremo sul da ilha de Santa Catarina. A praia é de areia fina, e o bairro é um típico retrato das antigas colônias de pescadores tradicionais de Florianópolis. Há diversos restaurantes especializados em frutos do mar.

## Sambaqui do Pântano do Sul
A Praia Pantâno do Sul guarda um grande património arqueológico, infelizmente negligenciado pelas autoridades e população há décadas, restando hoje em dia pouco do que existiu. Nela se localizava um importante sambaqui, estudado na década de 1970 pelo Padre Rohr, importante pesquisador e arqueólogo da história catarinense. Tal sambaqui se destaca, entre outras características importantes, por ser um dos sambaquis catarinenses com maior registro de zoólitos encontrados, que são objetos feitos de pedra esculpidos pela cultura pre-histórica dos sambaquieiros. Escavações realizadas em 1975 encontraram também ossadas humanas, além de cerâmicas e outros achados que comprovam que o local foi habitado no passado Pré-Colonial por pelo menos três culturas distintas: Tradição Taquara/ Itararé, Sambaquieira e Guarani. Tanto os zoólitos quanto as ossadas humanas estão resguardados no Museu do Homem do Sambaqui, no centro de Florianópolis.

## Localidades do distrito

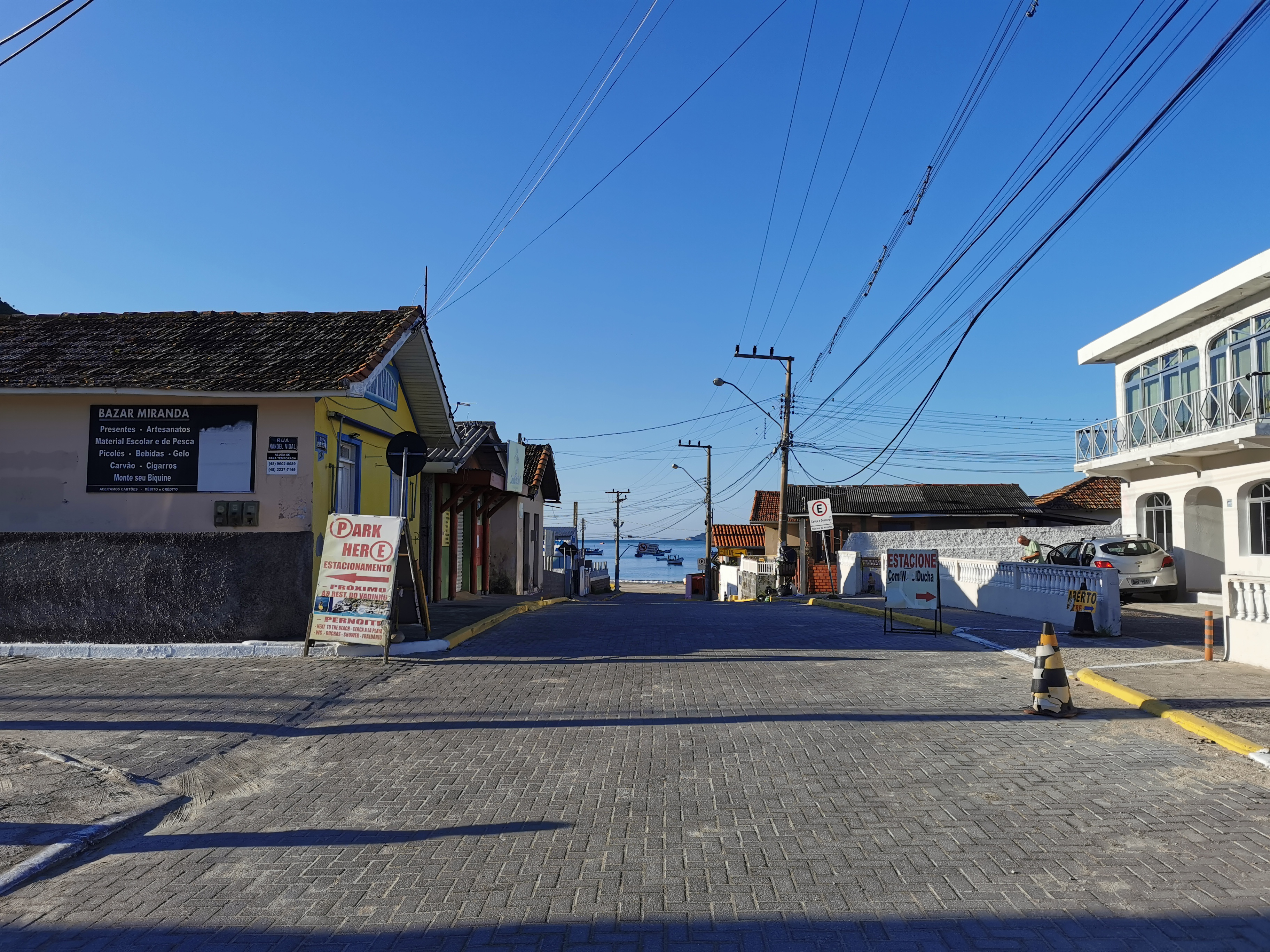
A rua principal do bairro dá acesso à praia.

As outras localidades do distrito, que possui uma área total de 47,68 km², são:
1. Costa de Dentro
2. Lagoa do Peri
3. Lagoinha do Leste
4. Praia da Armação
5. Praia do Matadeiro
6. Praia da Solidão
7. Praia do Saquinho